# Ademaga Mešić
Ademaga Mešić (Tešanj, BiH, 25. ožujka 1868. – zatvorska bolnica u Popovači, 5. srpnja 1945.), bosanskohercegovački političar u razdoblju Austro-Ugarske, Kraljevine Jugoslavije i Nezavisne Države Hrvatske.

## Životopis
Ademaga Mešić rođen je u Tešnju 1868. (negdje se vodi i 1869.) godine od oca Hadži Mehmeda Muharema Mustafe i majke Arife, rođene Galijašević. Izdanak je ugledne trgovačke obitelji. Polazio je srednju muslimansku školu (medresu) u Travniku i nakon očeve smrti preuzima očev posjed i postaje jednim od najuglednijh trgovaca u Bosni. Pripadao je krugu napredne hrvatske inteligencije i cijeloga je života izražavao interese onog dijela bošnjačkog društva koje je prihvaćalo i podržavalo tekovine modernog doba.
Spada u vrh života kulturno-prosvjetnoga, gospodarskoga, političkog i javnog muslimanskih Hrvata u Bosni i Hercegovini u od 1878. do 1945. godine. Politički pristaša Ante Starčevića, Josipa Franka i pravaške ideologije. Poslije zaposjedanja 1878. među najdosljednijim promicateljima i buditeljima hrvatske nacionalne svijesti među bosansko-hercegovačkim muslimanima. Nije se slagao s Muslimanskom narodnom organizacijom, protuaustrijskom i sa srpskom politikom povezanom organizacijom, proistekloj iz muslimanskog pokreta za vakufsko-mearifsku autonomiju,. Zato je osnovao 1908. Muslimansku naprednu stranku radi promicanja pravaške ideologije i hrvatskog nacionalizma među bosansko-hercegovačkim muslimanima i suzbijanja srpskih političko-nacionalnih pretenzija prema Bosni i Hercegovini.
Prije Prvoga svjetskog rata bio je predsjednik Muslimanske napredne stranke i izabran za zastupnika u Bosansko-hercegovačkom zemaljskom saboru koji zasjeda od sredine lipnja 1910. do početka srpnja 1914. godine. Izabran je na dopunskim izborima u travnju 1911. dobivši natpolovičnu potporu biračkog tijela (2.244 birača), te je kao predstavnik svih kotarskih gradova u mostarskom okružju ušao u II. izbornu kuriju Sabora. Nacionalno se osjećao i izjašnjavao Hrvatom. Zastupajući stanovište da je nužno razdvojiti pojam vjere od pojma nacije, tvrdi: "Mi nismo Turci, nego smo po vjeri Muslimani, a po naciji i našem lijepom hrvatskom jeziku Hrvati." (Mešić, Memoari I, str. 122.) Zalagao se za jedinstvo Hrvata katolika i Hrvata muslimana. Godine 1914. osniva Hrvatsko dobrotvorno društvo vojnika dobrovoljaca Mešić koje je kao "pripomoćna zaklada" trebalo "potpomagati djecu vojnika-dobrovoljaca, da se izobrazuju na školama, uvježbaju u narodnim zanatima po Bosni i Hercegovini te Austro-Ugarskoj monarhiji", ali prava aktivnost društva nije u praksi zaživjela.
Poslije 1918. nije mnogo uspio u političkom životu Bosne i Hercegovine, ograničenom konfesionalnim okvirima. Poslije pobjede jugoslavenske misli povukao se iz djelatne politike. Povučeno je živio u Tešnju. Za vrijeme Kraljevine Jugoslavije pod biljegom kao "frankovački musliman" i organizator protusrpskih dobrovoljačkih odreda u Prvome svjetskom ratu. U novoj državi član Jugoslavenske muslimanske organizacije, ali samo formalno. Kratkovremeno predsjedao kotarskom organizacijom stranke. Na JMO je posredno utjecao, preko svog zeta Hamzalije Ajanovića. Odlučan je protivnik ulaska JMO ulaska u Jugoslavensku radikalnu zajednicu smatrajući da se time napušta ideja o autonomiji BiH. Nezadovoljan ulaskom JMO u sklopu koalicije sa srbijanskim strankama, iz JMO je istupio 1927. godine. 
Zbog toga inicira veliku skupštinu u Tešnju 27. listopada 1935. godine koja je bila osnova za buduću Muslimansku organizaciju (osnovana u studenom 1936. godine u Zagrebu pri HSS-u). MO HSS osnovao je zajedno s Hakijom Hadžićem, poslije ulaska JMO u vladu Milana Stojadinovića. MO HSS djeluje u BiH od tada pa sve do 1941. godine, a Mešić je jedan od njezinih čelnika. Za vrijeme stvaranja i tijekom NDH doglavnik je Anti Paveliću.

### Nakon sloma NDH i smrt
Dne 6. svibnja 1945. godine napušta Zagreb, zajedno s članovima Vlade NDH i drugim dužnosnicima, te odlazi u Austriju. Britanski vojni redarstvenici uhićuju ga 17. svibnja 1945. godine i zatvaraju u logoru Spittal na Dravi, a 18. svibnja je u Rosenbachu izručen jugoslavenskim vlastima. Od Vojnog suda JA u Zagrebu optužen je za "veleizdaju i ratni zločin" na temelju "Uredbe o vojnim sudovima" iz 1944. godine. Isti sud osudio ga je 1. lipnja 1945. na kaznu doživotnog zatvora, gubitak građanske časti i konfiskaciju imovine. Umro je zlostavljan, 5. srpnja 1945. godine, u zatvorskoj bolnici u Popovači.

## Književno stvaralaštvo i publicistika
Bio je jednim od najvećih kulturnih mecena u Bosni u prvoj polovici 20. stoljeća i dugogodišnji novčani podupiratelj listova Behar, Ogledalo, Muslimanska svijest, a zajedno s Hakijom Hadžićem i osnivač lista Hrvatska svijest, u kojima također i objavljuje. Jedan je od osnivača i značajni je pomagatelj Muslimanskoga kulturnog i potpornog društva Gajret i Narodne uzdanice. Osnovao je samostalno 50 zemljoradničkih zadruga, i različitih kulturno-prosvjetnih i zadružnih pothvata i ustanova.
Osnivač je Hrvatske muslimanske čitaonice u Tešnju, Hrvatskoga muslimanskog konvikta u Sarajevu. Osnovao je Muslimanske trgovačke i poljodjelske banke za koju je dobio fetvu istambulskog šejh-ul-islama. Banka je bila prvi suvremeni novčani zavod muslimanskih Hrvata i muslimana općenito. Bio je također većinski vlasnik Islamske dioničke štamparije, čiji je bio utemeljitelj. Napisao je dramu Carevićev grob (poslije preuređena u Ismet i Almera) i više brošura od kojih je poznatija Namet na vilajet.

## Djela
- Carevićev grob, drama, (poslije preuređena u Ismet i Almera)
- Namet na vilajet, brošura, 1917.
- Ademaga Mešić, Moj odgovor bezimenim klevetnicima i drugi tekstovi, Tešanj, 1998. (priredio Amir Brka)